# Sundar Singh
 (janvier 2017).
Si vous disposez d'ouvrages ou d'articles de référence ou si vous connaissez des sites web de qualité traitant du thème abordé ici, merci de compléter l'article en donnant les références utiles à sa vérifiabilité et en les liant à la section « Notes et références ».
Sundar Singh, connu comme le Sadhou Sundar Singh, né le 3 septembre 1889 et disparu en 1929, est un chrétien anglican indien d'origine sikh qui est, au début du XXe siècle, un des plus importants témoins du christianisme en Inde. Il a été appelé l'apôtre de l'Inde et il est l'apôtre aux pieds qui saignent pour l'Église anglicane.

## Éléments biographiques

### Sa jeunesse
Sundar Singh naquit le 3 septembre 1889 dans le Pendjab région du nord-ouest de l'Inde. Sa famille qui pratiquait la religion des Sikhs, majoritaire dans la région, appartenait à la classe dirigeante et put lui apporter de ce fait, de même qu'à ses frères, une instruction poussée. 
Sa mère, d'une grande piété, avait une affection toute spéciale pour lui et souhaitait qu'il devienne un sadhou.
Après avoir assuré son éveil religieux pendant sa petite enfance, elle le confia ensuite à un maître puis à un Sadhou sikh qui l'initièrent à la connaissance des écrits sacrés du sikhisme. 
C'est ainsi qu'il apprit très jeune à lire en sanscrit, langue des textes sacrés hindous, quelques-uns des écrits fondamentaux de sa religion maternelle. 
Mais à mesure qu'il grandissait, bien qu'il ne se souciât guère des jeux auxquels les enfants se dédient normalement, un grand vide apparut dans son cœur, que la religion de son peuple ne semblait pas pouvoir combler.  Une soif de plus en plus intense de trouver cette paix (Shanti), apanage des hommes saints dont sa mère lui avait tant parlé enfant, le saisit. 
Il se plongea non seulement dans le Granth, livre sacré des Sikhs, mais encore dans les écrits religieux hindous ainsi que dans  le Coran dans l'espoir de trouver la paix. Mais le résultat en fut, au contraire, une plus grande frustration. Le maître et le sadhou auxquels sa mère l'avait confié ne purent combler non plus cette intense soif spirituelle qui l'habitait.  
À l'adolescence, il fut envoyé dans une école tenue par la mission presbytérienne américaine pour parfaire son éducation. C'est là qu'il entendit pour la première fois des versets tirés de la Bible, ce qui provoqua une grande colère face à cette religion d'étrangers. Une première lecture du Nouveau Testament ne fit qu'augmenter sa haine du christianisme.
Peu de temps après, il eut la douleur de perdre sa mère, suivie de peu dans la mort par son frère aîné. Ces événements tragiques le jetèrent dans le désespoir car il savait qu'il ne les reverrait jamais. Pire, confronté pour la première fois au deuil, il dut  admettre que sa religion ne lui était d'aucun secours car elle n'était pas capable de lui dire sous quelle forme renaîtraient sa mère et son frère. Toute vie était soumise à l'implacable loi du Karma, ce qui lui était insupportable. Son obsession de trouver la vérité redoubla et il se jeta dans toutes sortes de pratiques spirituelles, dont le yoga qui avait pour effet de l'aider, mais de manière passagère. 
Tout en reconnaissant que la Bible contenait de bonnes choses, il considérait qu'aucune religion ne pouvait être supérieure à l'hindouisme. Considérant les missionnaires de la mission évangélique comme des agents étrangers venus corrompre son peuple, son fanatisme anti-chrétien atteignit son apogée à cette époque. Un jour, saisi de colère, il déchira son exemplaire de la Bible et la brûla, expliquant que le christianisme était une religion fausse et, qui plus est, étrangère.

### Sa conversion
Considérant qu'il était probablement arrivé à une impasse dans sa vie, sans avoir atteint la paix, il envisagea de se suicider afin de pouvoir commencer une nouvelle vie, selon la loi du Karma. Il avait alors 15 ans.
Aussi il décida, que si la divinité ne se révélait pas à lui, il mettrait fin à ses jours en posant sa tête sur les rails au moment où passerait l'express de 5 heures du matin. 
Le 18 décembre 1904, levé à 3 heures, il prit un bain froid, puis commença à prier, implorant la divinité de se manifester. Il pria ainsi plus d'une heure espérant voir apparaître Krishna, Bouddha, ou quelque autre saint de la religion hindoue, sans résultat. Il redoubla d'effort dans la prière et soudain une grande lueur illumina sa chambre. Croyant d'abord à un incendie, il ouvrit la porte, avant de s'apercevoir qu'à l'extérieur il faisait encore nuit.
« Alors il se passa quelque chose que je n'avais jamais attendu : la chambre fut emplie d'une merveilleuse lumière qui prit la forme d'un globe et je vis un homme glorieux debout au centre de cette lumière. Ce n'était pas Bouddha, ni Krishna, c'était le Christ. Durant toute l'éternité, je n'oublierai pas sa face glorieuse, si pleine d'amour, ni les quelques mots qu'il prononça : « Pourquoi me persécutes-tu ? Je mourus pour toi, pour toi j'ai donné ma vie, je suis le Sauveur du monde ». Ces mots furent inscrits comme en lettres de feu sur mon cœur. Le Christ que je croyais mort était vivant devant moi. Je vis la marque des clous ; j'avais été son ennemi, mais je tombai à genoux devant lui et l'adorai. Là, mon cœur fut empli d'une inexprimable joie et d'une paix merveilleuse ; ma vie fut entièrement transformée ; le vieux Sundar mourut et un nouveau Sundar Singh naquit, pour servir le Christ ».

### Sa vie de missionnaire itinérant

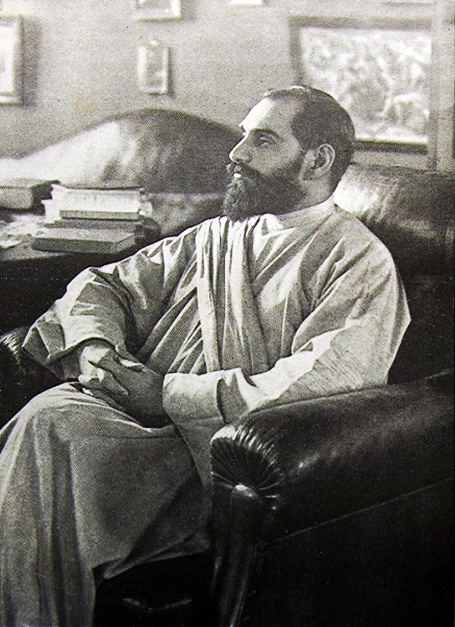
Sadhou Sundar Singh en 1922.

Dès lors il décida de consacrer sa vie au Christ, provoquant ainsi la colère de sa famille, qui le chassa pour avoir renié la tradition de ses ancêtres. Alors commençait sa vie de disciple itinérant. Il adopta pour la circonstance le genre de vie et le costume safran du Sadhou, homme saint de la hiérarchie hindoue. Baptisé dans l'Église anglicane le 3 septembre 1905, il consacra les premières années de son ministère à voyager en Inde, à travailler dans une léproserie, à faire des études de théologie.
Il obtint une licence en théologie, lui permettant d'être ordonné diacre puis prêtre dans l'Église anglicane. Mais ne voulant pas entrer dans un système clérical qu'il jugeait trop contraignant pour sa vocation, il refusa d'être ordonné, et rompit définitivement avec la vie sédentaire. À partir de 1912 il entreprit d'évangéliser le Tibet, qui devint son principal champ d'activité. Il y retourna de nombreuses fois.
En 1918 il élargit son champ d'action en partant pour la Birmanie, Singapour, la Chine et le Japon.
Il se rendit deux fois en Occident : en 1920, il visita la Grande-Bretagne, Les États-Unis ainsi que l'Australie. En 1922, il vint de nouveau en Europe (Grande-Bretagne, France, Allemagne, Suisse). Dans tous ces pays, il tint des conférences d'évangélisation dans des églises de traditions différentes. Il se rendit aussi en Terre sainte.
Revêtu de pauvreté et d'humilité, le Sadhou Sundar Singh partageait au fil de ses voyages l'immense richesse de sa vie intérieure et de sa communion avec Dieu. Il enseignait, encourageait, fortifiait ses auditoires, avec une sagesse toute inspirée de son Maître, et riche en expériences personnelles extraordinaires.

### Sa disparition
Il regagna ensuite l'Inde et le Tibet où les persécutions, la prison et la maladie ne le découragèrent pas. 
Parti de Sabathu le 18 avril 1929 pour un dernier voyage d'évangélisation au Tibet, il ne reviendra pas. De nombreuses recherches seront faites, deux missionnaires anglais suivront même sa trace jusqu'à un col de plus de 5 000 mètres d'altitude, mais en vain. Le Sadhou Sundar Singh disparaissait ainsi, à l'âge de 39 ans. 
Contemporain de Tagore, et de Gandhi qu'il a personnellement connu, le Sadhou nous laisse le témoignage d'une vie féconde entièrement consacrée à Dieu. 
« Dire que le christianisme est un échec en Europe et en Amérique est une grave erreur et n'est pas basé sur l'expérience. Pourtant, dans mes voyages en Occident, j'ai trouvé les gens si occupés par leur travail, leurs affaires, leur bureau, leur commerce, qu'ils n'ont plus de temps pour prier et recevoir les bénédictions de l'Évangile.
Quelques-uns m'ont confessé que leur vie est devenue si compliquée et si remplie, qu'ils en sont fatigués. Si un homme s'affaiblit parce qu'il n'a pas pris de nourriture ou d'eau, pouvons-nous dire que la faute est imputable aux aliments ? Certes pas. La négligence de cet homme seule est la cause de sa faiblesse. » - Sadhou Sundar Singh 

### Documents en liens externes

#### Biographies
- Le Sadhou Sundar Singh, un témoin du Christ, par Alice Van Berchem
- Un apôtre hindou, par Mme A. Parker missionnaire
- Les prophéties de Sundar Singh sur la nouvelle Jérusalem

#### Œuvres de Sundar Singh
- Par Christ et pour Christ
- Méditations sur différents aspects de la vie spirituelle
- Religion et réalité (Méditations sur Dieu, l'homme et la nature)
- Aux pieds du Maître
- Conférences et Évangélisation
- Visions du monde spirituel
- Paraboles et aperçus
- Le ciel et le monde spirituel, Révélations du Maha Rishi du Kailas au Sadhou Sundar Singh